# Songon
Songon  est une collection de plusieurs villages situés à l'ouest de la commune de Yopougon, en Côte d'Ivoire. Administrativement, c'est une sous-préfecture, incluse depuis 2001 dans le district autonome d'Abidjan.
La sous-préfecture de Songon est essentiellement composée de plusieurs villages Ébriés tels que : Songon-Kassemblé ou Songon-Adjamé, Songon-Dagbé, Songon-Agban, Abiaté, Nonkouagon, Bago, Guebo, Djepote et bien d'autres. Le village de Kassemblé est le chef-lieu de la sous-préfecture et est hôte de l’hôpital de Songon et de l'agence de Société de distribution d'eau de la Côte d'Ivoire (SODECI). Le village de Songon-Agban est le centre commercial de cette sous-préfecture.